# 坦波拉卡机场
坦波拉卡机场（印尼语：Bandar Udara Tambolaka）是印度尼西亚东努沙登加拉省松巴岛西南松巴县坦波拉卡的一座机场。2015年机场启用了新的航站楼，较老航站楼相比可以为更多的旅客提供服务，并且内设有咖啡厅和商店。航站楼外有停车区及出租车待客区。
2017年，印尼国家石油公司在坦波拉卡机场开设了一个飞机燃料仓库。同年9月9日，三佛齐航空下属的楠航空开通了从坦波拉卡机场飞往巴厘岛伍拉·赖国际机场和古邦埃尔·塔里国际机场的航班，整段航程为古邦 - 坦波拉卡 - 巴厘岛 - 比马，之后再从比马返回，使用机型为波音737-500，每趟航班共有120个座位（包括8个商务舱和112个经济舱）。

## 航空公司和目的地
| 航空公司       | 目的地             |
| -------------- | ------------------ |
| 加鲁达印尼航空 | 登巴萨、古邦       |
| 楠航空         | 登巴萨、古邦       |
| 翎亞航空       | 登巴萨、英德、古邦 |
| 风翼航空       | 登巴萨、古邦       |

## 事故和事件
- 2006年2月11日，亚当航空782号班机（注册号PK-KKE）在从雅加达飞往望加锡的途中失去联络及航道近20分钟，进入雷达的“黑色走廊”并失去联络数小时，最后紧急降落在坦波拉卡机场，这与原目的地相差了481公里。涉事的飞行员被解雇，亚当航空又多次违规，包括在未得到授权下自行调走飞机以妨碍当局调查[5][6]。

## 资料来源
1. ↑  . hubud.dephub.go.id. Direktorat Jenderal Perhubungan Udara.   [2017-11-03]. （原始内容存档于2017-05-21）.
2. ↑  Pebrianto Eko Wicaksono. . bisnis.liputan6.com. Liputan6. 2017-08-15  [2017-11-09]. （原始内容存档于2017-11-10）.
3. ↑  . kupang.tribunnews.com. TRIBUNnews. 2017-08-30  [2017-11-09]. （原始内容存档于2017-11-10）.
4. ↑  . agent.sriwijayaair.co.id. Sriwijaya Air. （原始内容存档于2016-02-05）.
5. ↑  . phillbyblurbs.com.   [2007-01-27]. （原始内容存档于2007-09-30）.
6. ↑  . Aviation Safety Network.   [2007-03-04]. （原始内容存档于2006-09-28）.